# Xã Darling, Quận Morrison, Minnesota
Xã Darling (tiếng Anh: Darling Township) là một xã thuộc quận Morrison, tiểu bang Minnesota, Hoa Kỳ. Năm 2010, dân số của xã này là 535 người.